# تيري بيل (لاعب كرة قاعدة)
تيري بيل (بالإنجليزية: Terry Bell)‏ هو لاعب كرة قاعدة أمريكي، ولد في 27 أكتوبر 1962 في دايتون في الولايات المتحدة.

## وصلات خارجية
- تيري بيل على موقع دوري كرة القاعدة الرئيسي (الإنجليزية)
- تيري بيل على موقعبيزبول رفرنس.كوم (الدوري الرئيسي) (الإنجليزية)
- تيري بيل على موقعبيزبول رفرنس.كوم (الدوري الثانوي) (الإنجليزية)
- تيري بيل على موقع إي إس بي إن.كوم (أم.أل.بي) (الإنجليزية)
- تيري بيل على موقع مشجعي الرسوم البيانية (الإنجليزية)